# زيتسا
زيتسا (Ζίτσα) هي مدينة في إوانينا في مقاطعة كينتريكي إلادا في اليونان.
يبلغ عدد سكانها حوالي 920 نسمة.